# 1860
Cette page concerne l'année 1860 (MDCCCLX en chiffres romains) du calendrier grégorien. Pour l'année 1860 av. J.-C., voir 1860 av. J.-C.
Cet article concerne l'année. Pour le film, voir 1860 (film). Pour le groupe islandais de rock, voir 1860 (groupe).
L'année 1860 est une année bissextile qui commence un dimanche.

## Événements

### Afrique

31 janvier : bataille de Tétouan

- 5 février : coup de force espagnol sur Tétouan au Maroc. L’Espagne revendique des droits historiques sur le territoire du sultanat et exige une indemnité de guerre en espèces ou un droit d’occupation permanente de Tétouan. Le sultan du Maroc doit choisir entre la présence des forces étrangères sur son territoire et l’affaiblissement durable de l’économie du pays. Un traité de paix est signé le 26 avril grâce à l’intervention britannique[1].
- 1er-2 mars : intervention américaine en Angola pour assurer la sécurité des citoyens et des biens américains à Kissembo pendant une révolte indigène[2].
- 29-31 juillet : Jean Lartigue, agent des Régis à Ouidah, assiste à Abomey à la fête des coutumes donnée par le roi de Dahomey[3]. Ces fêtes coutumières annuelles, organisées par la cour en hommage aux ancêtres, marquées par des sacrifices humains rituels, déchaînent les protestations des Européens.
- 28 août : création du vicariat apostolique du Dahomey par le pape Pie IX qui le confie aux Missions africaines catholiques de Lyon. Son superviseur, le père Augustin Planque, envoie à Ouidah au Bénin trois prêtres, Francesco Borghero, François Fernandez, et Louis Eddele. Après la mort d’Eddele à Freetown, ils arrivent à Ouidah le 18 avril 1861[4]. En moins d’un demi-siècle, les Missions affirment leur influence religieuse sur tous les territoires situés entre le Nigeria et le Liberia.
- 5 - 9 septembre : victoire de El Hadj Omar sur les Bambara à Woitala[5].
- 16 septembre : les Portugais s’emparent de São Salvador (Angola)[6]. Le Manikongo Pedro V prend possession de sa capitale.
- 17 - 19 septembre : visite de Napoléon III à Alger[7]. Il reçoit un accueil réservé de la part de la population française, qui n’avait pas voté en sa faveur lors de son élection en 1851. De plus, il souhaite garantir la protection des terres arabes contre l’avidité des colons. Se méfiant des civils, il préfère renforcer les prérogatives de l’armée[8]. Consulté par Ismaël Urbain, un Saint-Simonien convertit à l’islam, il professe des idées égalitaires qui provoquent des réactions négatives de la part de Pélissier, puis de Mac-Mahon.
- 2 octobre : L’explorateur britannique John Hanning Speke part de Bagamoyo à la tête d’une expédition vers la source du Nil (fin en 1863)[9].
- 6 novembre : arrivée des premiers coolies indiens au Natal, pour travailler dans les plantations de canne à sucre sous contrats d’indenture[10].
- 20 novembre : départ d’une expédition de Victor Colonieu, commandant du cercle de Géryville, au nord du Sahara. Il visite les oasis du Gourara et du Touat ; elle est de retour le 18 janvier 1861[11].
- 24 novembre : le ministère de l’Algérie et des Colonies est supprimé et le poste de gouverneur général de l’Algérie est rétabli. Il est attribué au maréchal Pélissier (fin en 1864). Politique du « Royaume arabe ». L’instruction publique et les cultes demeurent rattachés à Paris[8].
- Fondation du True Whig Party au Liberia[12].

### Amérique
- 25 janvier : traité de Mapasingue. Fin de la guerre entre le Pérou et l’Équateur (1859-1860)[13].

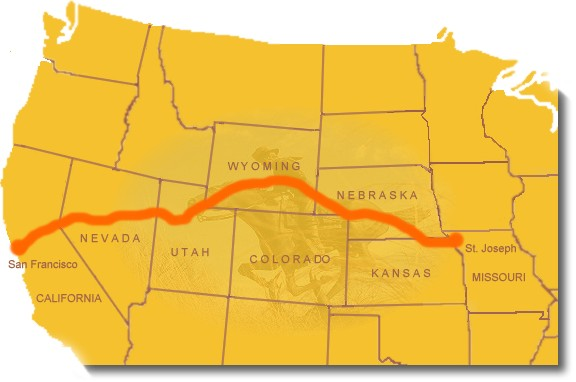
3 avril : Pony Express.

- 3 avril : le Pony Express relie Saint Joseph (Missouri) à Sacramento (Californie) en dix jours jusqu’en 1861[14]. Six lignes de diligences couvrent en 26 jours la même distance.
- 10 avril : Manuel Felipe Tovar succède à José Tadeo Monagas comme président de la République du Venezuela[15].
- 23 avril-3 mai : division au sein des démocrates américains sur la question de l’esclavage lors de leur convention nationale[16].
- 8 mai : le général Mosquera déclare la souveraineté de l’État de Cauca. Début de la guerre civile colombienne (fin en 1862)[17].
- 10 juillet, Plymouth : début du voyage du prince de Galles au Canada sous la direction du secrétaire des Colonies, le duc de Newcastle. Il donne lieu à de nombreuses manifestations en faveur de la fédération[18].
- 1er octobre : fondation officielle de l’Église adventiste du septième jour[19].
- 6 novembre : le républicain Abraham Lincoln est élu président des États-Unis après avoir fait campagne contre l’esclavage et pour le maintien de l’Union (fin en 1865)[20].
- 13 novembre : promulgation d’une nouvelle constitution au Pérou[21]. Ramón Castilla, président du Pérou depuis 1855, profite de sa victoire contre l’Équateur pour amender la charte de 1856 -qui limite la durée de la présidence à quatre ans- et obtient un nouveau mandat.

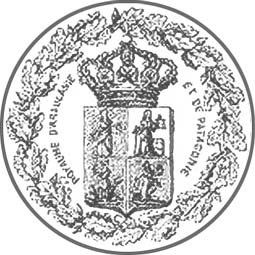
Blason du royaume d'Araucanie et de Patagonie

- 17 novembre : Antoine de Tounens, un juriste de Dordogne, profite des bouleversements politiques du Chili pour se faire élire roi par les chefs Araucans sous le nom d’Orélie-Antoine Ier. Il donne à « ses possessions », de la Terre de Feu au Biobío, une constitution et une législation calquées sur celles du second Empire[22]. Le gouvernement chilien le fait emprisonner et rapatrier en France en 1862 à la demande du gouvernement de Napoléon III. Tounens entreprendra en 1871 de reconquérir son trône, avant d’être de nouveau déposé et chassé par les Chiliens.
- 20 décembre, États-Unis : sécession de la Caroline du Sud qui ne peut accepter un président au programme anti-esclavagiste[20].

### Asie et Pacifique
- 1er janvier : l’abolition de l’esclavage est effective dans les Indes orientales néerlandaises[23].
- 17 mars :
  - début de la première guerre taranaki, conflit entre colons et Māori en Nouvelle-Zélande (fin le 18 mars 1861)[24].
  - arrivée à San Francisco de la première ambassade japonaise aux États-Unis à bord du Kanrin Maru qui a traversé l'océan Pacifique avec un équipage japonais[25].
- 22 mars : évacuation de Tourane par les troupes françaises[26].
- 24 mars, Japon : le ministre du shogun Ii Naosuke (1815-1860) est assassiné à Edo par des samouraïs hostiles à sa politique[27].
- Mars : début du siège de Saigon par les Vietnamiens (fin en février 1862)[28].
- 5 avril : révélation de Choe Je-u, qui propose un nouveau credo, Tonghak (savoir de l'Orient)[29]. Le nombre d’adepte de cette foi en un maître céleste qui assure l’immortalité croît rapidement. Malgré l’exécution de Choe Je-u (1864), ce mouvement de refus de la culture occidentale sera à l’origine de troubles jusqu’à la fin du siècle.
- 14 mai : Max Havelaar ou les ventes de café de la Compagnie néerlandaise, est publié en Hollande sous le pseudonyme de Multatuli par Edward Douwes Dekker[30]. Il y fait une violente satire du système colonial, dénonçant la bourgeoisie hollandaise qui s’enrichit dans le sucre et le café et tolère les exactions des « régents » sur la population javanaise. Son livre à un grand retentissement sur l’opinion.
- 17 mai : création en France de l’Alliance israélite universelle, qui se donne pour but la régénération des populations juives d’Orient, en créant des écoles et des établissements de formation professionnelle[31].
- 2 juillet : fondation de la ville russe de Vladivostok[32].
- 9 juillet - 13 juillet : massacre de Damas[33]. Les maronites occupent la fonction de paysans agriculteurs, et les druzes, celle de propriétaires terriens (cheikhs). À la suite d’une révolte des paysans contre leurs maîtres, les seigneurs druzes ripostent et l’emportent. On dénombre au total 22 000 victimes, dont 7 000 à 10 000 chrétiens au Mont-Liban et 7 000 à Damas[34]. Cet épisode est par la suite interprété, à tort, comme un massacre de chrétiens par les druzes. S’il s'agit au départ d'un conflit social, il n’en reste pas moins que ce massacre est le premier à cristalliser les antagonismes communautaires (et, partant, confessionnels) au Liban.
- 1er août : une nouvelle expédition franco-britannique débarque en Chine[35].
- 3 août : traité de commerce entre le Portugal et le Japon[36].

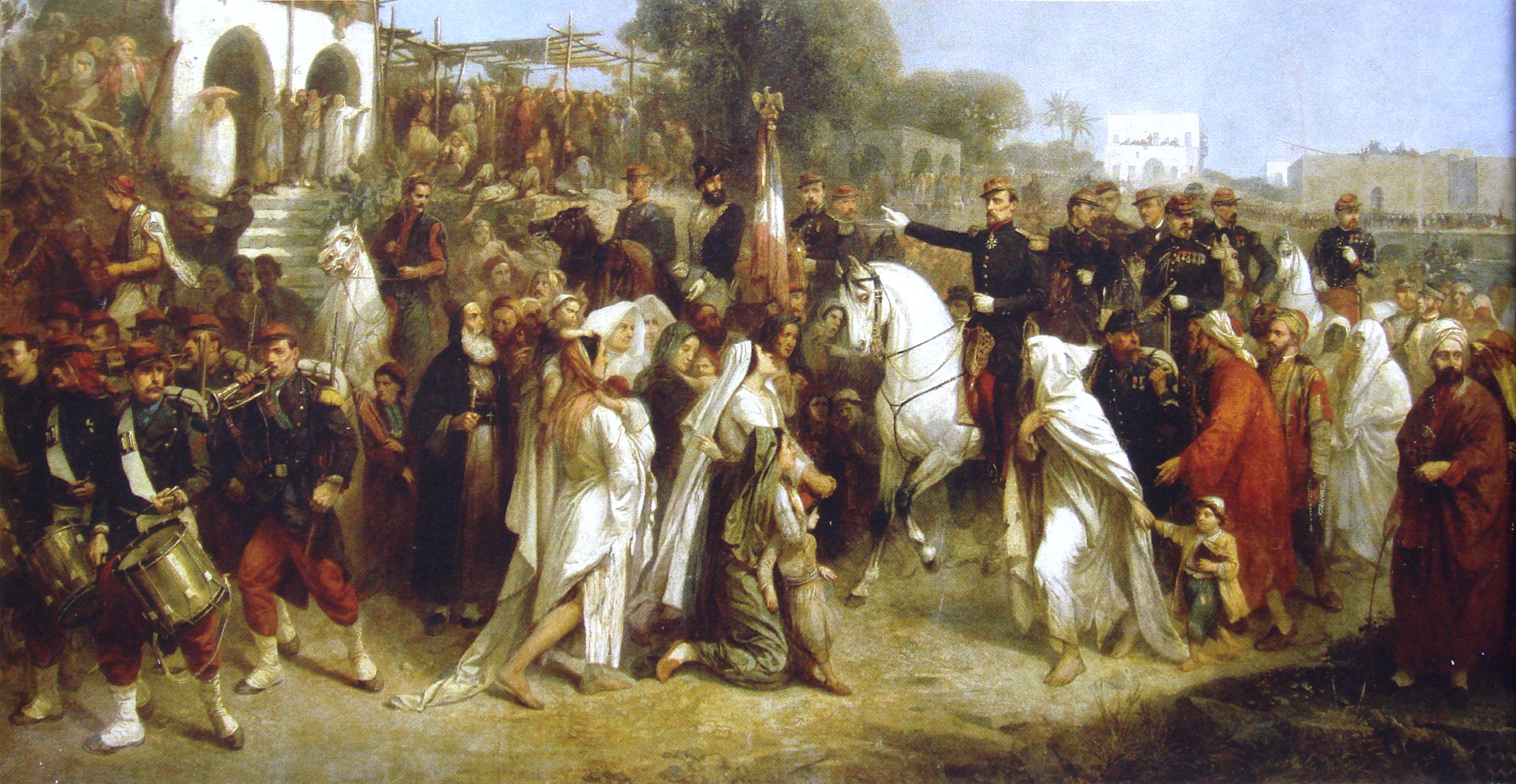
16 août : le corps expéditionnaire français débarque à Beyrouth.

- 16 août, Beyrouth : débarquement d'une expédition française en Syrie et au Liban, pour protéger les chrétiens maronites contre les druzes[37].
- 18-21 août, Chine : un détachement franco-britannique bat une armée Taiping qui menace Shanghai[38].

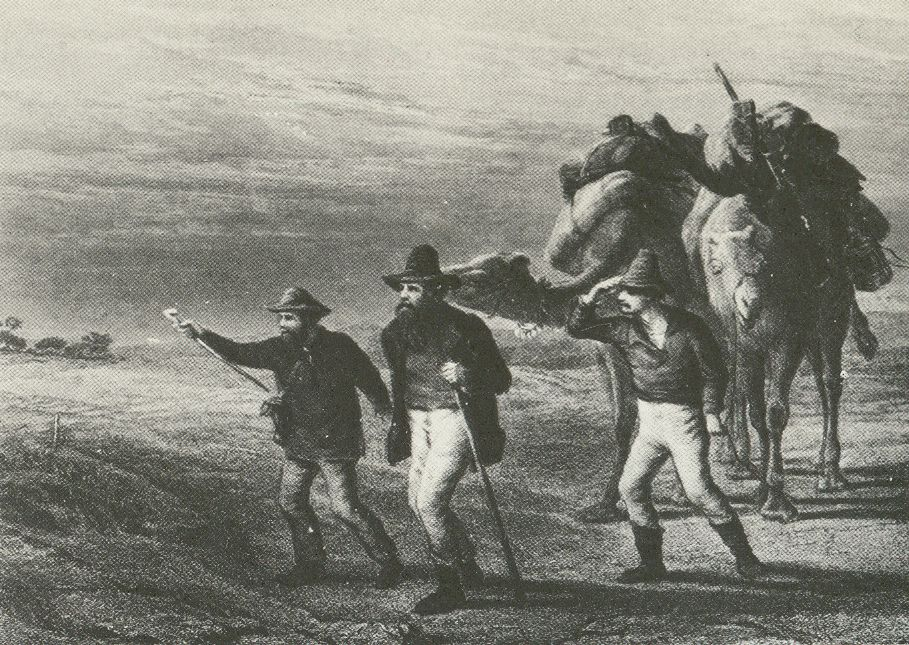
Retour de l'expédition Burke-Wills

- 20 août : départ de Melbourne de l’expédition Burke-Wills. Les explorateurs britanniques Robert O'Hara Burke et William John Wills réussissent la traversée sud-nord de l’Australie (fin en 1861)[39].

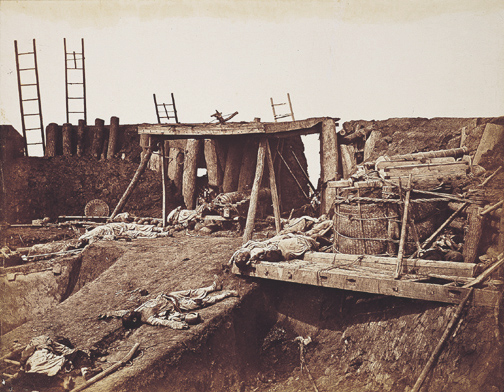
21 août : ruines du fort nord de Dagu, photographie prise immédiatement après la prise du fort, par Felice Beato

- 21 août, Chine : des forces franco-britanniques s’emparent des forts chinois de Dagu, près de Tianjin[40].
- 24 août : les franco-britanniques occupent Tianjin[35].
- 21 septembre : bataille de Baliqiao, lors de laquelle les troupes franco-britanniques du général Cousin-Montauban mettent en déroute 50 000 Chinois à l’est de Pékin. Cette victoire sur la cavalerie mandchoue leur ouvre les portes de Pékin[40].
- 6 octobre :
  - les troupes franco-britanniques prennent la capitale chinoise, Pékin[35].
  - promulgation du premier code pénal en Inde ; il entre en application le 1er janvier 1862[41].

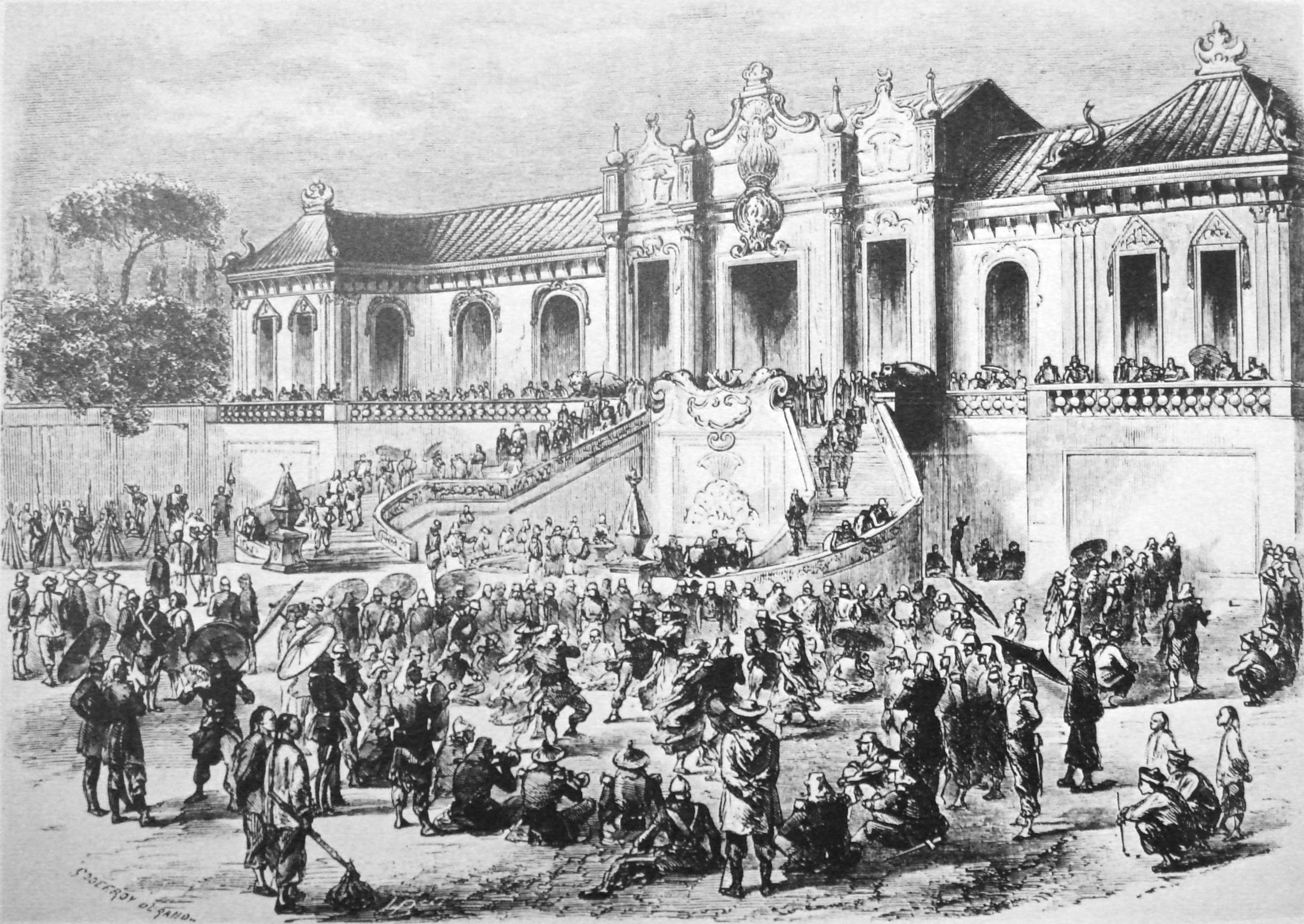
Sac du palais d’été. L'Illustration, 22 décembre 1860.

- 7 et 8 octobre : pillage du Palais d'Été de Pékin par les troupes franco-britanniques[42].
- 18 octobre : Incendie du Palais d'Été de Pékin par le général Cousin-Montauban et lord Elgin[43]. Il est incendié en représailles des atrocités commises contre des prisonniers occidentaux.
- 19 octobre : mort de Ang Duong. Début du règne de Norodom Ier, roi du Cambodge (fin en 1904)[44].
- 24-25 octobre : convention de Pékin, ouvrant la Chine aux Occidentaux[45]. La Chine doit céder des concessions aux Britanniques et ouvrir onze ports à leur commerce. Le Royaume-Uni annexe la péninsule de Kowloon tandis que la France devient le protecteur des établissements catholiques. Fin de la seconde guerre de l'opium.
- 28 octobre : deuxième traité de Tianjin, qui confirme l'ouverture des ports chinois au commerce et la protection des missionnaires catholiques[40].
- 14 novembre : traité de Pékin confirmant le traité d'Aigun de 1858 ; les Russes arrachent à la Chine la rive gauche de l'Amour (Heilong Jiang), formant la Province maritime et fondent Vladivostok[46].
- 27 décembre : assassinat de Nasrallah (ou Nasrullah), khan de Boukhara[47]. Début du règne de Muzaffer ad-Din, khan de Boukhara (fin en 1885).

- Famine en Inde (1860-1861)[48].

### Europe
- 19 janvier : encyclique de Pie IX sur le pouvoir temporel[49].
- 23 janvier : traité de libre-échange et de commerce entre la France et le Royaume-Uni[50]. Les droits de douane seront fixés en fonction de la valeur des produits.
- 24 mars : traité de Turin entre la France et le royaume de Piémont-Sardaigne entérinant la réunion de la Savoie et Nice à la France[51].
- 1er avril, Espagne : échec du soulèvement carliste de Sant Carles de la Ràpita[52].
- 3 avril : l’Église orthodoxe de Bulgarie se sépare du patriarcat de Constantinople[53]. Sous l’action des laïcs qui insistent pour obtenir des évêques nationaux, se sont développées des tendances séparatistes au sein de l’Église orthodoxe contre la toute-puissance du patriarcat grec.

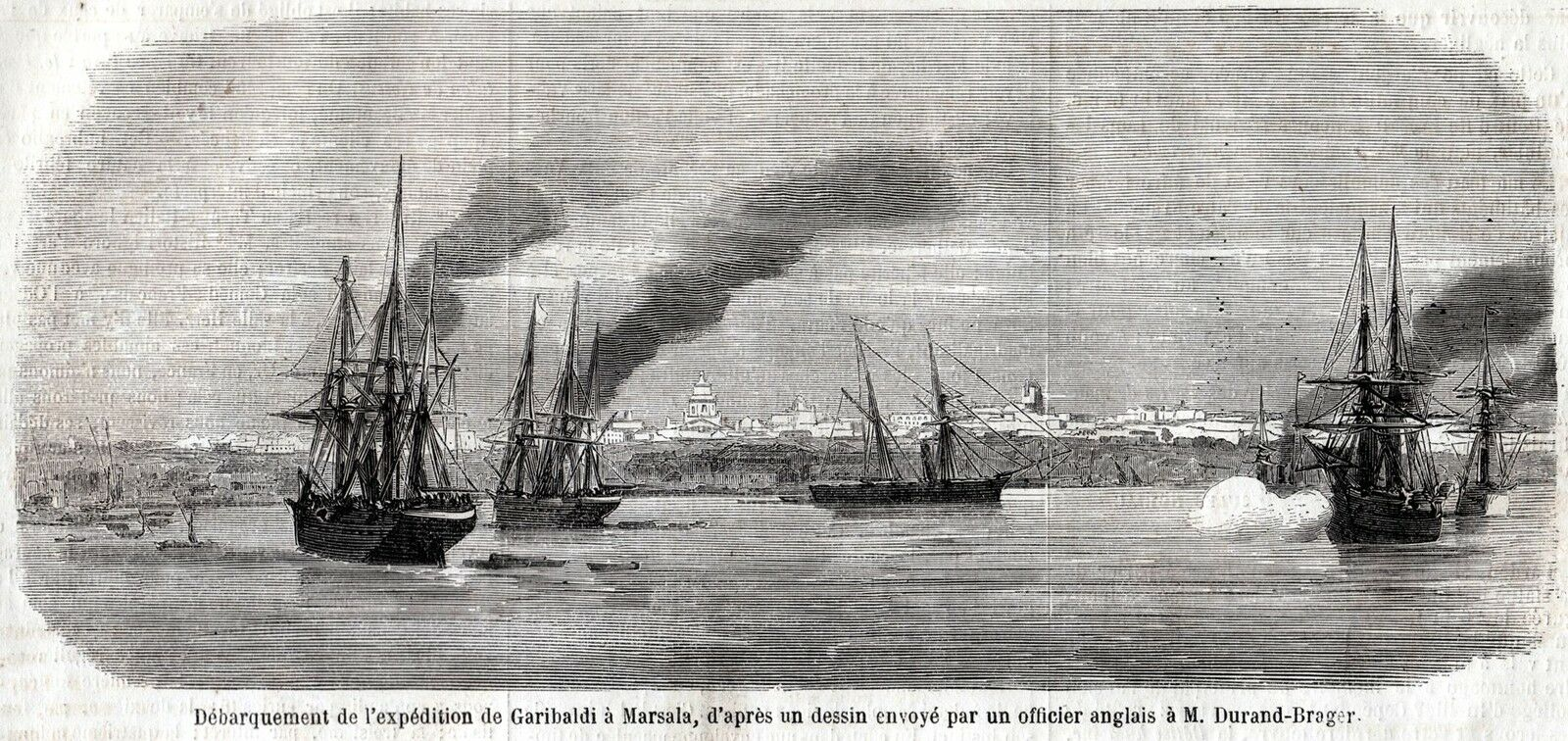
11 mai : l’expédition des Mille débarque à Marsala.

- 11 mai : l’expédition des Mille débarque à Marsala en Sicile[54].
- 17 mai, Paris : fondation de l’Alliance israélite universelle ou AIU[31], par la volonté d’Adolphe Crémieux, un Juif d’une très ancienne famille provençale qui joua un grand rôle en tant que révolutionnaire en 1848. L’AIU devient un vecteur des valeurs culturelles et spirituelles de la France républicaine et un agent d’influence et de renseignements du Quai d’Orsay (ministère des Affaires étrangères).
- 14 juin : Annexion de la Savoie et annexion du comté de Nice à la France[55].
- 13 août : assassinat du prince du Monténégro Danilo Petrović-Njegoš ; son neveu Nicolas Ier lui succède.
- 18 septembre : bataille de Castelfidardo[56].
- 26 septembre : mort de Miloš Ier Obrenović, qui laisse le trône de Serbie à son fils Michel Obrenović avec l’assentiment muet de Constantinople[57].
- 6 octobre : ouverture au public du Jardin d'acclimatation de Paris[58].
- 20 octobre : l’empereur François-Joseph Ier d’Autriche tente une solution fédérale par un diplôme constitutionnel accordant une large autonomie aux anciennes provinces[59]. Devant l’opposition de la bourgeoisie allemande, de la bureaucratie et de la noblesse hongroise, il revient dès février 1861 à un gouvernement plus centralisé. L’Assemblée hongroise, convoquée en 1860-1861, s’oppose aux rescrits royaux par une « pétition au roi ». Le souverain la rejette et dissout le Parlement.
- 22 octobre : en Russie, les commissions de rédaction, chargées d’examiner les travaux des comités provinciaux (mars 1859) proposent au comité principal un projet de statut pour la libéralisation des serfs[60].
- 26 octobre : fondation à Iași, par un décret d’Alexandru Ioan Cuza, souverain des principautés unies de Roumanie, de la première université publique du pays, qui porte toujours son nom de nos jours[61].
- 24 novembre, France : décret donnant au Corps législatif et au Sénat le droit d’adresse (réponse des Chambres au discours annuel du Trône)[62].
- 13 décembre : cabinet libéral de Schmerling en Autriche[63].

- Abolition des dernières discriminations entre nouveaux et anciens chrétiens par les Cortès en Espagne[64]. Des traces subsistent dans la société (chuetas de Majorque, tenue de registres des familles converties dans certaines paroisses pour éviter les mariages mixtes).

## Naissances en 1860
- 1er janvier :
  - John Cassidy, sculpteur et peintre irlandais († 19 juillet 1939).
  - Jan Vilímek, peintre et illustrateur austro-hongrois puis tchécoslovaque († 15 avril 1938).
- 5 janvier : Jean-Adolphe Chudant, peintre français († 1929).
- 6 janvier : Léon Hingre, peintre et illustrateur français († 1926).
- 8 janvier : François Guiguet, peintre et lithographe français († 3 septembre 1937).
- 17 janvier :
  - Georges Récipon, peintre et sculpteur français († 2 mai 1920).
  - Anton Tchekhov, écrivain russe († 15 juillet 1904).
  - Honoré-Louis Umbricht, peintre français († 13 janvier 1943).
- 24 janvier : Philippe Bellenot, compositeur français († 8 janvier 1928).

- 2 février :
  - Charles Léon Méry, peintre français († 5 décembre 1924).
  - Buckey O'Neill, shérif, journaliste, homme politique et avocat américain († 1er juillet 1898).
- 9 février : Maurice Réalier-Dumas, peintre et affichiste français († 25 décembre 1928).
- 10 février : Valère Bernard, peintre, écrivain et poète français († 6 octobre 1936).
- 11 février : Giulio Aristide Sartorio, peintre italien († 3 octobre 1932).
- 13 février : Willem Bastiaan Tholen, peintre, dessinateur et graveur néerlandais († 5 décembre 1931).
- 14 février : Léo Gausson, peintre français († 27 octobre 1944).
- 15 février :
  - Leo Arons, physicien et homme politique allemand († 10 octobre 1919).
  - Federigo Pedulli, peintre italien († après 1938).
- 16 février : Vittorio Cavalleri, peintre italien († 1938).
- 17 février : Jean de Francqueville, peintre et maire français († 30 mars 1939).
- 18 février :
  - Wladimir Giesl von Gieslingen, général et diplomate autrichien actif pendant la période austro-hongroise († 20 avril 1936).
  - Anders Zorn, peintre, graveur, sculpteur et photographe suédois († 22 août 1920).
- 21 février : G. P. Nerli, peintre italien († 24 juin 1926).
- 23 février : William Louis Abbott, naturaliste et collectionneur américain († 2 avril 1936).
- 26 février : Giovanni Beltrami, peintre, illustrateur, critique d'art et affichiste italien († 31 janvier 1926).
- 27 février : Lucien Létinois, ami de Paul Verlaine († 7 avril 1883).

- 2 mars : Maurice Vauthier, homme politique belge († 25 juin 1931).
- 5 mars : Fredrik Kolstø, peintre norvégien († 2 avril 1945).
- 8 mars : Georges Castex, peintre français († 1943).
- 11 mars : Leon Senf, peintre, céramiste et graveur néerlandais († 3 septembre 1940).
- 13 mars : Hugo Wolf, compositeur autrichien († 22 février 1903).
- 17 mars : Sassoon Heskel, homme politique irakien († 31 août 1932).
- 20 mars : Maria Gażycz, peintre, restauratrice d'art et religieuse polonaise († 13 septembre 1935).
- 24 mars : Georges Charlet, graveur au burin, peintre et céramiste animalier français († 2 septembre 1934).
- 25 mars : Cornélis Liégeois, violoncelliste et compositeur belge († 30 janvier 1921).

- 3 avril :
  - Édouard Brun, peintre paysagiste français († 1935).
  - Ulpiano Checa y Sanz, peintre et graveur espagnol († 5 janvier 1916).
- 6 avril : Charles Allard, peintre et lithographe belge († 7 février 1921).
- 7 avril :
  - Georges Ferdinand Bigot, peintre, illustrateur, caricaturiste et graveur français († 10 octobre 1927).
  - Henri Duhem, peintre français († 24 octobre 1941).
- 8 avril : Maurice Lefebvre-Lourdet, peintre, dessinateur, illustrateur et affichiste français († 26 mai 1934).
- 13 avril : James Ensor, peintre belge († 19 novembre 1949).
- 27 avril : Franz Winkelmeier, le géant de Friedburg-Lengau, autrichien de 2 mètres 58 († 24 août 1887).
- 29 avril : Lorado Taft, sculpteur américain († 30 octobre 1936).

- 3 mai : Vito Volterra, mathématicien et physicien italien († 11 octobre 1940).
- 4 mai : 
  - Emil von Řezníček, compositeur d'origine austro-hongroise († 2 août 1945).
  - Filipe Schmidt, homme politique brésilien († 9 mai 1930).
- 5 mai : Emmanuel Samson, peintre et sculpteur français († 26 avril 1926).
- 9 mai : Henry Paul Edmond Caron, peintre français († 29 septembre 1941).
- 13 mai : Camillo Corsi, homme politique italien († 17 juillet 1921).
- 14 mai : Bruno Liljefors, peintre suédois († 18 décembre 1939).
- 16 mai : Georges Marty, chef d'orchestre et compositeur français († 11 octobre 1908).
- 19 mai : Hans von Volkmann, peintre allemand († 29 avril 1927).
- 21 mai : Henri Jaubert, peintre et aquarelliste français († 28 juin 1936).
- 23 mai : Giacomo Grosso, peintre italien († 14 janvier 1938).
- 25 mai : Muhammad Hossein Naini, chiite duodécimain iranien († 14 août 1936).
- 29 mai :
  - Isaac Albéniz, pianiste et compositeur espagnol († 18 mai 1909).
  - Hercílio Luz, homme politique brésilien († 20 octobre 1924).

- 1er juin : Charles W. Bartlett, peintre britannique († 16 avril 1940).
- 4 juin : Alexis Lapointe, athlète canadien († 12 janvier 1924).
- 11 juin : Albert Matignon, peintre et illustrateur français († 17 juin 1937).
- 24 juin : Marcel Treich-Laplène, premier explorateur et premier résident colonial de la future colonie française de Côte d'Ivoire († 9 avril 1890).
- 25 juin : Gustave Charpentier, compositeur français († 18 février 1956).
- 30 juin :
  - Gyula Andrássy, appéle le Jeune, homme politique hongrois († 11 juin 1929).
  - John Whitehead, naturaliste et explorateur britannique († 2 juin 1899).

- 3 juillet : William Wallace, compositeur, musicologue, théoricien et pédagogue britannique d'origine écossaise († 16 décembre 1940).
- 7 juillet : 
  - Louis Eugène Baille, peintre français († 15 août 1956).
  - Gustav Mahler, compositeur autrichien († 18 mai 1911).
- 9 juillet : Jacques Bureau, homme politique canadien († 23 janvier 1933).
- 10 juillet : Abel Camille Filuzeau, architecte français († 15 septembre 1930).
- 16 juillet : Félicien Menu de Ménil, consul, musicien et espérantiste français († 28 mars 1930).
- 20 juillet : Cecilia Flamand, danseuse suédoise († 12 octobre 1922).
- 22 juillet :
  - Marie Joseph Butler, religieuse irlandaise († 23 avril 1940).
  - Consuelo Clark-Stewart, médecin afro-américaine († 17 avril 1910).
- 24 juillet : Alphonse Mucha, peintre austro-hongrois puis tchécoslovaque († 14 juillet 1939).
- 29 juillet :
  - Andreas Bloch, explorateur, peintre, illustrateur et costumier norvégien († 11 mai 1917).
  - René Schützenberger, peintre français († 31 décembre 1916).
- 30 juillet : Émile Jourdan, peintre français († 29 décembre 1931).
- 1er août : Henri Joseph Castaing, peintre français († 21 janvier 1918).

- 5 août :
  - Henri Martin, peintre post-impressionniste français († 12 novembre 1943).
  - Oswald Wirth, écrivain suisse († 9 mars 1943).
- 12 août :
  - Annette Abrard, peintre française († 1938).
  - Félix Desgranges, peintre français († 21 janvier 1942).
  - Klara Pölzl, mère d'Adolf Hitler († 21 décembre 1907).
- 13 août : Willem Witsen, peintre et photographe néerlandais († 13 avril 1923).
- 15 août : Kolë Idromeno, peintre, sculpteur, architecte, ingénieur, musicien et photographe albanais († 12 décembre 1939).
- 16 août :
  - Antoine Calbet, peintre, aquarelliste, dessinateur, graveur et illustrateur français († 21 août 1942).
  - Jules Laforgue, poète français († 20 août 1887).
  - Paul Emmanuel Legrand, peintre français († 17 janvier 1947).
- 19 août : Pierre Waidmann, peintre et sculpteur français († 26 octobre 1937).
- 20 août : Raymond Poincaré, président de la République française († 15 octobre 1934).
- 25 août :
  - José Roy, illustrateur français († 28 mars 1947).
  - Gustave Surand, peintre français († 27 mars 1937).
  - Marie Tonoir, peintre française († 12 mars 1934).
- 30 août :
  - Maria Teresa Dudzik, religieuse, fondatrice, vénérable polonaise († 20 septembre 1918).
  - Isaac Levitan, peintre paysagiste russe († 4 août 1900).

- 6 septembre : George Irby, scientifique et un homme politique britannique († 16 septembre 1941).
- 9 septembre : Ferdinand Holthausen, philologue allemand († 19 septembre 1956)
- 11 septembre : Marianne von Werefkin, peintre russo-suisse († 6 février 1938).
- 16 septembre : Charles Clair, peintre et graveur français († 16 décembre 1947).
- 25 septembre : John Hope, premier gouverneur général d'Australie († 29 février 1908).
- 26 septembre :
  - Gabrielle Debillemont-Chardon, peintre miniaturiste française († 26 septembre 1957).
  - Albert Lynch, peintre et illustrateur d'origine allemande et péruvienne naturalisé français († 1950).
- 30 septembre : Vincenzo Irolli, peintre italien († 27 novembre 1949).

- 1er octobre :
  - Charles Bertier, peintre paysagiste français († 26 juillet 1924).
  - Basilio Cascella, peintre italien († 24 juillet 1950).
- 4 octobre : Maximilian Lenz, peintre, graphiste et sculpteur autrichien († 19 mai 1948).
- 5 octobre : Manuel Orazi, peintre, illustrateur, affichiste et décorateur français d'origine Italienne, de style Art nouveau († 28 octobre 1934).
- 7 octobre : Maurice Moisset, peintre paysagiste français († 30 janvier 1946).
- 10 octobre : Alexis Axilette, peintre français († 3 juillet 1931).
- 12 octobre : Louis-Jules Dumoulin, peintre français († 5 décembre 1924).
- 17 octobre : Roderic O'Conor, peintre et graveur irlandais († 18 mars 1940).
- 22 octobre : Charles Amable Lenoir, peintre français († 1er août 1926).
- 25 octobre : Nikolaï Samokich, peintre et illustrateur russe puis soviétique († 18 janvier 1944).
- 28 octobre : Hugo Preuß, juriste et homme politique allemand († 9 octobre 1925).

- 1er novembre : Ernst Stöhr, peintre, poète et musicien autrichien († 17 juin 1917).
- 2 novembre : Léopold Stevens, peintre, illustrateur et affichiste français († 8 septembre 1935).
- 6 novembre : Ignacy Paderewski, pianiste, compositeur et homme politique polonais († 29 juin 1941).
- 11 novembre : Maurice Lévis, peintre et aquarelliste français († 31 janvier 1941).
- 14 novembre :
  - Alexis-Armand Charost, cardinal français, archevêque de Rennes († 7 novembre 1930).
  - Hortense Dury-Vasselon, peintre française († 3 janvier 1924).
- 16 novembre : Eugène Deully, peintre français et conservateur général des musées de Lille († 6 décembre 1933).
- 18 novembre : Mikhaïl Tkatchenko, peintre russe († 2 janvier 1916).
- 19 novembre : Lucien Laurent-Gsell, peintre et illustrateur français († 30 mars 1944).
- 20 novembre :
  - Joseph Eysséric, peintre français († 3 juillet 1932).
  - José Figueroa Alcorta, avocat et homme politique argentin († 27 décembre 1931).
- 22 novembre : Eugène Chigot, peintre français († 14 juillet 1923).
- 28 novembre : Charles Morel, peintre, graveur et illustrateur français († 26 juillet 1908).

- 4 décembre : Charles de Broqueville, premier ministre belge († 5 septembre 1940).
- 7 décembre : Joseph Cook, homme d'État britannique puis australien († 30 juillet 1947).
- 10 décembre : Jigoro Kano, fondateur du judo kodokan († 4 mai 1938).
- 12 décembre : Ludwig Boslet, compositeur et organiste allemand († 23 janvier 1951).
- 18 décembre : Edward MacDowell, compositeur, pianiste, chef d'orchestre et pédagogue américain († 23 janvier 1908).
- 19 décembre : Georges Roussel, peintre de genre et d'histoire français († 29 mars 1928).
- 22 décembre : Théo Mayan, peintre français († 1936).
- 23 décembre :
  - Leroy-Dionet, peintre français († 10 janvier 1939).
  - Édouard Herzig, peintre et caricaturiste français d'origine suisse († 3 octobre 1926).
- 27 décembre : Paul Leroy, peintre orientaliste français († 15 juin 1942).

- Date précise inconnue :
  - Constance Benson, actrice britannique († 19 janvier 1946).
  - Émile Godchaux,  peintre français († 1938).
  - William Lee, peintre et potier français († 1915).
  - Hind Nawfal, écrivaine syrienne († 1920).
  - Edith Hayllar, peintre britannique († 1948).

## Décès en 1860
- 16 janvier : Jerônimo Francisco Coelho, homme politique et patron de presse brésilien (° 30 septembre 1806).
- 25 janvier : Christian Matthias Schröder, homme politique allemand (° 27 janvier 1778).
- 10 février : William Evans Burton,  acteur, dramaturge, directeur de théâtre et journaliste anglais (° 24 septembre 1804).
- 16 février : Auguste Raffet, dessinateur, graveur et peintre français (° 2 mars 1804).
- 4 mars : Honoré Charles Reille, maréchal de France et comte d'Empire (° 1er septembre 1775).
- 5 mars : Alfred de Dreux, peintre français (° 23 mars 1810).
- 6 mars :
  - Friedrich Dotzauer, violoncelliste et compositeur allemand (° 20 juin 1783).
  - Pelagio Palagi, peintre italien (° 25 mai 1775).
- 14 mars : Louis-Antoine Jullien, compositeur et chef d'orchestre français (° 23 avril 1812).
- 16 mars : Jacques-Luc Barbier-Walbonne, peintre français (° 18 octobre 1769).
- 24 mars : Madame Albert, actrice de théâtre française (° 20 octobre 1805).
- 31 mars : Évariste Huc, religieux lazariste français, missionnaire en Chine et explorateur en Mongolie et au Tibet (° 1er août 1813).
- 1er avril : Jules Coignet, peintre français (° 2 novembre 1798).
- 8 avril : István Széchenyi, homme politique, économiste et écrivain hongrois (° 21 septembre 1791).
- 9 avril : Johann Baptist Isenring, peintre, graveur et daguerréotypiste suisse (° 12 mai 1796).
- 20 avril : Charles de Brouckère, homme politique belge (° 18 janvier 1796).
- 12 mai : Cherubino Cornienti, peintre italien (° 25 mars 1816).
- 13 mai : Christian Gmelin, chimiste allemand (° 12 octobre 1792).
- 14 mai : Mauro Conconi, peintre italien (° 7 décembre 1815).
- 15 mai : Johann Anton Theiner, théologien catholique allemand (° 5 décembre 1799).
- 21 mai :
  - Johannes Frederik Fröhlich, violoniste, chef d'orchestre et compositeur danois (° 21 août 1806).
  - Phineas Gage, célèbre cas d'école en neurologie (° 9 juillet 1823).
- 23 mai : André Robberechts, violoniste et compositeur belge (° 16 décembre 1797).
- 2 juin : Jacques Auguste Regnier, peintre d'histoire et paysagiste français (° 26 août 1787).
- 10 juin : Jean-Jacques Monanteuil, peintre français de genre, de portraits et paysagiste (° 11 juillet 1785).
- 15 juin : Juan Antonio de Ribera, peintre espagnol (° 27 mai 1779).
- 24 juin : Jérôme Bonaparte, frère cadet de Napoléon Ier et oncle de Napoléon III (° 15 novembre 1784).
- 27 juin : Claude Bonnefond, peintre et lithographe français (° 27 mars 1796).
- 3 juillet : Simon Saint-Jean, peintre français (° 14 octobre 1808).
- 20 juillet : Thomas F. Mulledy, prêtre jésuite américain (° 12 août 1794).
- 14 août : André Marie Constant Duméril, zoologiste français (° 1er janvier 1774).
- 16 août : August Heinrich Simon, homme politique allemand (° 29 octobre 1805).
- 22 août : Alexandre-Gabriel Decamps, peintre romantique français, père fondateur de l'orientalisme (° 3 mars 1803).
- 26 août : Friedrich Silcher, compositeur allemand (° 27 juin 1789).
- 19 septembre : Robert Eberle, peintre allemand (° 22 juillet 1815).
- 21 septembre :
  - Pierre-Julien Gilbert, peintre de la marine français (° 15 mars 1783).
  - Arthur Schopenhauer, philosophe allemand, à Francfort-sur-le-Main (° 22 février 1788).
- 22 septembre : Hermann Anton Stilke, peintre allemand (° 29 janvier 1803).
- 25 septembre : Carl Friedrich Zöllner, compositeur et chef de chœur allemand (° 17 mai 1800).
- 2 octobre : Louis Hersent, peintre et graveur français (° 10 mars 1777).
- 3 octobre :
  - Alfred Edward Chalon, peintre suisse (° 15 février 1780).
  - Rembrandt Peale, peintre néo-classique américain (° 22 février 1778).
- 19 octobre : Ang Duong, roi du Cambodge à Oudong (° 1796).
- 25 octobre : François-René Moreaux, peintre et photographe franco-brésilien (° 3 janvier 1807).
- 2 novembre : « El Sombrerero » (Antonio Ruíz Serrano), matador espagnol (° 24 mars 1792).
- 2 décembre : Léopold Burthe, peintre franco-américain (° 3 novembre 1823).
- 5 décembre : Friedrich Christoph Dahlmann, historien et homme politique allemand (° 13 mai 1785).
- 22 décembre : Periklís Argyrópoulos, professeur de droit et homme politique grec d’origine phanariote (° 17 septembre 1809).
- 26 décembre : Jean-Marie de Lamennais, prêtre français (° 8 septembre 1780).
- 31 décembre : Sophie de Bawr, femme de lettres et compositrice française (° 8 octobre 1773).
- Date inconnue :
  - Remigia Salazar, imprimeuse, éditrice et écrivaine philippine (° vers 1805).
- Vers 1860 :
  - John Hanson, homme politique liberien, sénateur du comté de Grand Bassa  (° inconnue).